# Поповац (Ниш)
Поповац је насељено место у градској општини Црвени Крст на подручју града Ниша у Нишавском округу. Налази се на десној алувијалној тераси Нишаве, на око 6 км западно од центра Ниша. Према попису из 2022. било је 2650 становника (према попису из 1991. било је 2517 становника).

## Историја
Преисторијски налази (неолитско - бронзаног доба) на рубу терасе старе речне обале на потесима Над Цигански Кључ и Селиште показују да Поповац спада у веома стара села. Егзистира и у средњовековном словенском периоду. Турски попис 1444/46. године га затиче као спахилук (тимар) чакирџибаше Умура са 11 домова, 1 удовицом и са дажбинама у износу 1.325 акчи. Помиње се и у попису 1498. године као спахилук (зеамет) Ибрахим-бега из Ниша с 30 домова, 17 неожењених, 5 удовичких домова и са давањима у износу 4.644 акче. Према турском попису нахије Ниш из 1516. године, место је било једно од 111 села нахије и носило је исти назив као данас, а имало је 20 кућа, 1 удовичко домаћинство, 4 самачка домаћинства. Код стариначког становништва у Поповцу живи мишљење да се у селу „у турско време“ заселила јача струја досељеника из горњег Понишавља, по којима неки родови и данас носе назив „Пироћанци“.
Ослобођење 1878. године затекло је Поповац као прилично развијено село са око 70 кућа. Положај и плодној равници, у близини Ниша, пружао је услове за развој напредне и тржишно оријентисан пољопривреде, али близина града подстакла је истовремено и процес трансформације на непољопривредна занимања, као и на појаву досељавања. Ова друга тенденција осетила се већ у периоду између два светска рата, да би интензиван облик добила после Другог светског рата. Порасту непољопривредних занимања и јачању дневне миграције како према Нишу тако и према Поповцу, допринело је формирање ранжирне станице у селу. Везни крак железничке пруге север - југ преко Поповца изградили су Аустро-Немци 1917. године, а железничку станицу с три колосека Немци 1942. године. Током 1965. до 1975. године изграђена је велика ранжирна станица за формирање и дезинфекцију возова с 39 колосека. Од 17 железничких службеника 1946. године овај број се у 1972. години попео на 222. Истовремено су се у сектору железничке станице и дуж железничке пруге, где је 1965. године било 5 кућа, развила нова већа насеља „Железничка колонија“ и „Доња пруга“ с око стотину кућа (1979).
Поред значајне преструктурализације аутохтоног становништва у правцу непољопривредних занимања, одвијао се паралелно доток и засељавање становништва (фабрички радници, железничари, аеродромски радници, зидари) из других крајева. Године 1971. у Поповцу је живело 41 пољопривредно, 69 мешовитих и 409 непољопривредних домаћинстава.
Овде се налази ФК Будућност Поповац.

## Саобраћај
До насеља се може доћи приградском линијом 27А ПАС Ниш - Медошевац - Поповац - Трупале, линијом 27Б Трг Краља Александра - Медошевац - Поповац, линијом 28 ПАС Ниш - Медошевац - Поповац - Трупале - Вртиште и линијом 29А ПАС Ниш - Медошевац - Поповац - Трупале - Вртиште - Мезграја - Доња Топоница - Доња Трнава - Горња Трнава.
До насеља се може доћи приградском аутобуском линијом ПАС Ниш—Поповац (линија бр. 27лб). Кроз насеље пролази железничка пруга Ниш—Поповац, којој припада железничка станица у насељу.

## Демографија
Крајем 19. века (1895) Поповац је село са 82 домаћинства и 584 становника, а године 1930. у њему је живело 150 домаћинстава и 1.340 становника.
У насељу Поповац живи 2310 пунолетни становник, а просечна старост становништва износи 43,0 година (42,7 код мушкараца и 43,2 код жена). У насељу има 860 домаћинстава, а просечан број чланова по домаћинству је 3,08.
Ово насеље је великим делом насељено Србима (према попису из 2002. године), а у последња три пописа, примећен је пораст у броју становника.
|  |

| Демографија | Демографија | Демографија |
| Година      | Становника  | Становника  |
| ----------- | ----------- | ----------- |
| 1948.       | 1.508       |             |
| 1953.       | 1.638       |             |
| 1961.       | 1.839       |             |
| 1971.       | 2.064       |             |
| 1981.       | 2.362       |             |
| 1991.       | 2.517       | 2.489       |
| 2002.       | 2.588       | 2.672       |
| 2011.       | 2.847       |             |
| 2022.       | 2.650       |             |

| Етнички састав према попису из 2002.‍ | Етнички састав према попису из 2002.‍ | Етнички састав према попису из 2002.‍ | Етнички састав према попису из 2002.‍ | Етнички састав према попису из 2002.‍ |
| ------------------------------------ | ------------------------------------ | ------------------------------------ | ------------------------------------ | ------------------------------------ |
|                                      |                                      |                                      |                                      |                                      |
| Срби                                 | Срби                                 |                                      | 2.435                                | 94,08%                               |
| Роми                                 | Роми                                 |                                      | 103                                  | 3,97%                                |
| Црногорци                            | Црногорци                            |                                      | 4                                    | 0,15%                                |
| Македонци                            | Македонци                            |                                      | 4                                    | 0,15%                                |
| Бугари                               | Бугари                               |                                      | 2                                    | 0,07%                                |
| Хрвати                               | Хрвати                               |                                      | 1                                    | 0,03%                                |
| Украјинци                            | Украјинци                            |                                      | 1                                    | 0,03%                                |
| Муслимани                            | Муслимани                            |                                      | 1                                    | 0,03%                                |
| непознато                            | непознато                            |                                      | 9                                    | 0,34%                                |

| Година пописа     | 1948. | 1953. | 1961. | 1971. | 1981. | 1991. | 2002. |
| ----------------- | ----- | ----- | ----- | ----- | ----- | ----- | ----- |
| Број домаћинстава | 274   | 327   | 440   | 519   | 643   | 697   | 827   |

| Број чланова      | 1   | 2   | 3   | 4   | 5  | 6  | 7 | 8 | 9 | 10 и више | Просек |
| ----------------- | --- | --- | --- | --- | -- | -- | - | - | - | --------- | ------ |
| Број домаћинстава | 147 | 185 | 154 | 192 | 92 | 39 | 7 | 6 | 1 | 4         | 3,13   |

| Пол    | Укупно | Неожењен/Неудата | Ожењен/Удата | Удовац/Удовица | Разведен/Разведена | Непознато |
| ------ | ------ | ---------------- | ------------ | -------------- | ------------------ | --------- |
| Мушки  | 1.062  | 298              | 688          | 49             | 25                 | 2         |
| Женски | 1.111  | 205              | 712          | 172            | 20                 | 2         |
| УКУПНО | 2.173  | 503              | 1.400        | 221            | 45                 | 4         |

| Пол    | Укупно                    | Пољопривреда, лов и шумарство | Рибарство                            | Вађење руде и камена | Прерађивачка индустрија       |
| ------ | ------------------------- | ----------------------------- | ------------------------------------ | -------------------- | ----------------------------- |
| Мушки  | 480                       | 10                            | 0                                    | 0                    | 168                           |
| Женски | 253                       | 10                            | 0                                    | 0                    | 70                            |
| УКУПНО | 733                       | 20                            | 0                                    | 0                    | 238                           |
| Пол    | Производња и снабдевање   | Грађевинарство                | Трговина                             | Хотели и ресторани   | Саобраћај, складиштење и везе |
| Мушки  | 4                         | 73                            | 56                                   | 4                    | 81                            |
| Женски | 0                         | 1                             | 61                                   | 6                    | 12                            |
| УКУПНО | 4                         | 74                            | 117                                  | 10                   | 93                            |
| Пол    | Финансијско посредовање   | Некретнине                    | Државна управа и одбрана             | Образовање           | Здравствени и социјални рад   |
| Мушки  | 1                         | 11                            | 28                                   | 9                    | 12                            |
| Женски | 3                         | 9                             | 6                                    | 9                    | 44                            |
| УКУПНО | 4                         | 20                            | 34                                   | 18                   | 56                            |
| Пол    | Остале услужне активности | Приватна домаћинства          | Екстериторијалне организације и тела | Непознато            | Непознато                     |
| Мушки  | 14                        | 0                             | 0                                    | 9                    | 9                             |
| Женски | 12                        | 0                             | 0                                    | 10                   | 10                            |
| УКУПНО | 26                        | 0                             | 0                                    | 19                   | 19                            |